# Alejandro González (Fußballspieler, 1977)
Alejandro Enrique González Pareja (* 11. Oktober 1977 in Santiago) ist ein ehemaliger chilenischer Fußballspieler auf der Position eines Mittelfeldspielers.

## Karriere
Alejandro González begann seine Karriere 1995 bei Universidad Católica und wechselte 1998 zu den Jacksonville Cyclones aus der USL First Division. Nach seiner Rückkehr nach Chile kam er über weitere Stationen 2004 zum CD Palestino, bei dem er sich als gefährlicher Standardschütze einen Namen machte. Von 2005 bis 2007 spielte er erneut in den USA und lief dort für die Indiana Invaders und die Puerto Rico Islanders auf. Nach einem Jahr beim costa-ricanischen Verein LD Alajuelense ließ er seine Karriere bei seinen früheren Vereinen Unión La Calera und Deportes Puerto Montt ausklingen.